# IC 3742
IC 3742 је спирална галаксија у сазвјежђу Береникина коса која се налази на листи објеката дубоког неба у Индекс каталогу.
Деклинација објекта је + 13° 19' 55" а ректасцензија 12h 45m 31,9s. Привидна величина (магнитуда) објекта IC 3742 износи 13,1 а фотографска магнитуда 13,8. IC 3742 је још познат и под ознакама UGC 7932, MCG 2-33-11, CGCG 71-32, VCC 2023, PGC 43001.